# ليمور بني شائع
ليمور بني شائع (بالإنجليزية: Common brown lemur)‏ (باللاتينية: Eulemur fulvus). نوع من الرئيسيات التي تتبع جنس الليمور الحقيقي وفصيلة الليموريات. موطنه في مدغشقر.